# Stagno di Stangioni Campumatta
Lo stagno di Stangioni Campumatta è una zona umida situata sulla costa meridionale della Sardegna. Amministrativamente appartiene al comune di Pula.